# El Paraíso, Las Margaritas
El Paraíso är en ort i Mexiko.   Den ligger i kommunen Las Margaritas och delstaten Chiapas, i den sydöstra delen av landet, 900 km öster om huvudstaden Mexico City. El Paraíso ligger 1 234 meter över havet och antalet invånare är 516.
Terrängen runt El Paraíso är kuperad. Runt El Paraíso är det ganska glesbefolkat, med 47 invånare per kvadratkilometer. Närmaste större samhälle är El Progreso, 19,9 km väster om El Paraíso. I omgivningarna runt El Paraíso växer i huvudsak städsegrön lövskog.